# Friesacher Au
Die Friesacher Au ist ein Abschnitt  der Enns bei Aich in der Obersteiermark. Die Aulandschaft steht unter Naturschutz.

## Lage und Landschaft
Die Friesacher Au befindet sich 10 Kilometer flussabwärts von Schladming, unterhalb von Aich (Hauptort) von Friesach bis Schlatenbach (Gemeinde Michaelerberg-Pruggern). Das Schutzgebiet zieht sich von direkt unterhalb der Aicher Ennsbrücke der Ennstalstraße (B320; Ennskilometer 198,7) bis 500 Meter oberhalb der Mündung des Schlatenbachs (Ennskilometer 196,0), und umfasst die Enns und angrenzenden Auwälder auf um die 100 Meter Breite.
Direkt nördlich der unteren Schleife liegt die Kläranlage Assach-Au.

## Geschichte
Die Enns wurde ab 1860 reguliert, hier bei Aich wurden aber erst in den 1920ern Baumaßnahmen begonnen, nach Abschluss des eigentlichen Projektes mit der Neuvermessung 1926. Die Enns hatte damals hier eine Gesamt-Flussbreite von um die 50–100 Meter, aber keine Nebenarme, wie in der Au oberhalb von Aich. Der Fluss wurde nicht verlegt, aber eingeengt und mit Ufersicherungen versehen. Kurz oberhalb der Schlatenbach-Mündung wurden jedoch 1927/29 zwei kleinere Schleifen durchstochen (Pruggerer Durchstiche, km 195,8–197). Die Maßnahmen dienten dem Schutz der Bezirksstraße und der Ennstalbahn.
Nach dem verheerenden Ennshochwasser von 2002  wurde 2004 im Rahmen des Projektes Enns Leitlinie 2008 des Landes Steiermark gemeinsam mit der Wildbach- und Lawinenverbauung und dem Nationalpark Gesäuse ein Bereich eines verlandeten Altarmes unterhalb der Aicher Bundesstraßenbrücke gewässerbaulich-renaturiert überarbeitet (Aufweitung Aich–Straßenbrücke, km 198,3–5; zusammen mit zwei weiteren Bereichen, zwischen Aicher Brücke und B320, und an der Einmündung der Alten Lahn oberhalb).
Die Au wurde per Bescheid der Politischen Expositur Gröbming der Bezirkshauptmannschaft Liezen vom 2. November 2011 zum Naturschutzgebiet erklärt (NSG 104 c, nach § 5 Abs. 2 lit. c des Steiermärkischen Naturschutzgesetzes).

## Natur und Schutzzweck
Die Friesacher Au hat besonders am linken Ufer einen vergleichsweise gut ausgebildeten Ufergehölzsaum, der sich seit den Regulierungen wiederetabliert hat. Ein echter Auwald (Überschwemmungswald) bildet sich nur im Bereich der Aufweitungsmaßnahmen. Diese revitalisierte Zone weist dynamische Veränderungen der Schotterbänke auf.
Das Gebiet ist ein Pflanzen- und Tierschutzgebiet (Habitatschutzgebiet).
Schutzzweck ist „die Erhaltung der ennsbegleitenden Auwälder und der im Schutzgebiet vorkommenden Tierarten“. Verboten sind alle baulichen Maßnahmen im Gebiet, und auch die Entnahme oder Schädigung von Pflanzen oder Pflanzenteilen, wobei aber standortverändernde Holzarten wie „insbesondere“ Fichte, Kiefer, Lärche, sowie Neophyten zurückgedrängt werden sollen. Auch die Option auf Renaturierungsmaßnahmen wurde offengelassen. Das Schutzareal hat 21,7 Hektar.
Außerdem ist ein Gutteil des Gebietes als geschützter Landschaftsteil ausgewiesen. Es handelt sich dabei um eine Teilfläche des Schutzgebietsverbunds Ennsregulierungskonkurrenzgrundstücke (GLT 1258), das umfasst Areale der öffentlichen Hand aus der Zeit der Enns-Flussverbauungen.
Das Naturschutzgebiet ist – bis auf die Ennsregulierungskonkurrenzgrundstücke, die sich oberhalb von Aich noch 3 km weiterziehen – das westlichste Schutzgebiet an der Enns, auch im Salzburgischen ist flussaufwärts keines mehr ausgewiesen. Flussabwärts hingegen folgt ein umfangreicher Schutzgebietskomplex, der sich geschlossen über das Ennstal von Ardning bis Pruggern bis in den Nationalpark Gesäuse und den Naturpark Steirische Eisenwurzen zieht. Zu diesem Verbund ist das Gebiet aber noch um die etwa 2 km bis Pruggern-Einöd isoliert.